# Mesochorus pectinellus
Mesochorus pectinellus är en stekelart som beskrevs av Horstmann 2006. Mesochorus pectinellus ingår i släktet Mesochorus och familjen brokparasitsteklar. Inga underarter finns listade i Catalogue of Life.